# Championnat d'Azerbaïdjan de football 2010-2011
Navigation
Saison précédente Saison suivante
La saison 2010-2011 du Championnat d'Azerbaïdjan de football est la 19e édition de la première division en Azerbaïdjan. La Top League est organisée en 2 phases. Lors de la première, les 12 équipes s'affrontent au sein d'une poule unique en matchs aller et retour, à domicile et à l'extérieur. Les 6 premiers disputent la poule pour le titre et les 6 derniers la poule de relégation. Dans la seconde phase, chaque équipe conserve dans sa poule les résultats acquis face à ses adversaires directs et affronte deux fois supplémentaires ses adversaires. À la fin de la seconde phase, les deux derniers de la poule de relégation sont directement rétrogradés en deuxième division.
C'est le club du Neftchi Bakou qui remporte la compétition cette saison après avoir terminé en tête de la poule pour le titre, avec sept points d'avance le FK Khazar Lenkoran et neuf sur le FK Qarabag Agdam. C'est le sixième titre de champion d'Azerbaïdjan de l'histoire du club.

## Qualifications continentales
Le vainqueur du championnat se qualifie pour le premier tour préliminaire de la Ligue des champions, le vainqueur de la Coupe d'Azerbaïdjan participera au 2e tour préliminaire de la Ligue Europa, tandis que les 2e et 3e du classement (ou 4e si le vainqueur de la Coupe est classé parmi les 3 premiers) entreront eux au premier tour préliminaire de la Ligue Europa.

## Les 12 clubs participants
| - FK Neftchi Bakou - PFK Turan Tovuz - FK Mughan - FK Qarabag Agdam - AZAL PFK Bakou - FK Bakou | - FK Gandja - Promu de D2 - Qabala FK - FK Khazar Lenkoran - MOIK Bakou - Promu de D2 - FK Simurq Zaqatala - FK Inter Bakou |

## Compétition

### Règlement
Le barème de points servant à établir tous les classements se décompose ainsi :
- Victoire : 3 points
- Match nul : 1 point
- Défaite : 0 point

Les critères de départage des équipes sont :
1. Différence de buts générale
2. Nombre de buts marqués

### Première phase

#### Classement
| Rang | Équipe             | Pts | J  | G  | N | P  | Bp | Bc | Diff |
| ---- | ------------------ | --- | -- | -- | - | -- | -- | -- | ---- |
| 1    | FK Neftchi Bakou   | 48  | 22 | 14 | 6 | 2  | 40 | 9  | +31  |
| 2    | FK Khazar Lenkoran | 47  | 22 | 14 | 5 | 3  | 28 | 12 | +16  |
| 3    | FK Qarabag Agdam   | 42  | 22 | 13 | 3 | 6  | 30 | 14 | +16  |
| 4    | FK Inter BakouT    | 40  | 22 | 12 | 4 | 6  | 24 | 16 | +8   |
| 5    | AZAL PFK Bakou     | 36  | 22 | 9  | 9 | 4  | 27 | 26 | +1   |
| 6    | FK Bakou           | 33  | 22 | 9  | 6 | 7  | 28 | 21 | +7   |
| 7    | Qabala FK          | 31  | 22 | 8  | 7 | 7  | 19 | 14 | +5   |
| 8    | FK Mughan          | 27  | 22 | 7  | 6 | 9  | 14 | 23 | -9   |
| 9    | FK GandjaP         | 24  | 22 | 5  | 9 | 8  | 23 | 27 | -4   |
| 10   | PFK Turan Tovuz    | 15  | 22 | 3  | 6 | 13 | 17 | 35 | -18  |
| 11   | FK Simurq Zaqatala | 12  | 22 | 2  | 6 | 14 | 12 | 34 | -22  |
| 12   | MOIK BakouP        | 6   | 22 | 1  | 3 | 18 | 6  | 47 | -41  |

|  | Participation à la poule pour le titre           |
|  | Participation à la poule de relégation           |
|  | T: Tenant du titre P: Promu de deuxième division |

#### Résultats
| Résultats (▼dom., ►ext.) | AZL | BAK | GAN | INT | KHA | MOI | MUG | NEF | QAR | GAB | SIM | TUR |
| AZAL PFK Bakou           |     | 0-0 | 0-0 | 5-0 | 0-1 | 2-0 | 2-0 | 0-0 | 2-0 | 2-2 | 2-1 | 1-0 |
| FK Bakou                 | 2-3 |     | 1-1 | 1-2 | 1-1 | 2-1 | 1-1 | 0-2 | 1-0 | 2-1 | 0-1 | 3-1 |
| FK Gandja                | 1-1 | 1-3 |     | 1-0 | 4-1 | 1-0 | 3-0 | 0-4 | 0-1 | 0-0 | 1-1 | 1-1 |
| FK Inter Bakou           | 1-1 | 1-0 | 1-0 |     | 1-3 | 1-0 | 1-0 | 0-2 | 1-0 | 0-0 | 2-0 | 3-0 |
| FK Khazar Lenkoran       | 2-1 | 1-1 | 1-0 | 0-0 |     | 3-0 | 2-0 | 1-0 | 1-2 | 1-0 | 1-0 | 2-0 |
| MOIK Bakou               | 1-1 | 0-4 | 0-5 | 0-4 | 0-2 |     | 3-2 | 0-4 | 0-1 | 0-3 | 0-2 | 0-2 |
| FK Mughan                | 3-1 | 1-0 | 1-1 | 1-0 | 0-0 | 1-0 |     | 0-3 | 0-0 | 1-0 | 1-0 | 0-0 |
| FK Neftchi Bakou         | 1-0 | 0-2 | 6-2 | 1-1 | 0-0 | 1-0 | 1-0 |     | 1-1 | 0-0 | 4-0 | 2-0 |
| FK Qarabag Agdam         | 0-0 | 2-0 | 3-0 | 1-0 | 0-1 | 3-0 | 2-0 | 0-1 |     | 3-0 | 3-2 | 5-1 |
| Qabala FK                | 0-0 | 0-1 | 0-0 | 0-1 | 1-0 | 0-0 | 2-0 | 0-2 | 2-1 |     | 4-0 | 1-0 |
| FK Simurq Zaqatala       | 0-1 | 1-1 | 0-0 | 0-1 | 0-2 | 1-1 | 0-1 | 0-3 | 0-1 | 0-2 |     | 2-2 |
| PFK Turan Tovuz          | 1-2 | 0-1 | 2-1 | 0-3 | 1-2 | 2-0 | 1-1 | 2-2 | 0-1 | 0-1 | 1-1 |     |

### Seconde phase
Les équipes conservent les points acquis face aux équipes qui sont dans le même groupe lors de la seconde phase.

#### Poule pour le titre
| Rang | Équipe              | Pts | J  | G | N | P | Bp | Bc | Diff |
| ---- | ------------------- | --- | -- | - | - | - | -- | -- | ---- |
| 1    | Neftchi Bakou       | 67  | 10 | 5 | 4 | 1 | 53 | 17 | +36  |
| 2    | FK Khazar LenkoranC | 60  | 10 | 2 | 7 | 1 | 38 | 18 | +20  |
| 3    | FK Qarabag Agdam    | 58  | 10 | 4 | 4 | 2 | 41 | 22 | +19  |
| 4    | AZAL PFK Bakou      | 49  | 10 | 4 | 1 | 5 | 36 | 28 | +8   |
| 5    | Inter Bakou         | 49  | 10 | 1 | 6 | 3 | 29 | 24 | +5   |
| 6    | FK BakouT           | 40  | 10 | 1 | 4 | 5 | 33 | 32 | +1   |

|  | Qualification pour la Ligue des champions 2011-2012                      |
|  | Qualification pour le 2e tour préliminaire de la Ligue Europa 2011-2012  |
|  | Qualification pour le 1er tour préliminaire de la Ligue Europa 2011-2012 |
|  | T: Tenant du titre C: Vainqueur de la Coupe d'Azerbaïdjan                |

| Résultats (▼dom., ►ext.) | AZL | BAK | INT | KHA | NEF | QAR |
| AZAL PFK Bakou           |     | 1-0 | 1-0 | 1-0 | 1-3 | 3-1 |
| FK Bakou                 | 2-1 |     | 0-1 | 0-0 | 0-1 | 0-0 |
| Inter Bakou              | 0-0 | 1-1 |     | 1-1 | 1-1 | 0-2 |
| FK Khazar Lenkoran       | 3-0 | 2-0 | 1-1 |     | 1-1 | 1-1 |
| Neftchi Bakou            | 2-1 | 2-0 | 0-0 | 1-1 |     | 2-0 |
| FK Qarabag Agdam         | 1-0 | 2-2 | 1-0 | 0-0 | 3-0 |     |

#### Poule de relégation
| Rang | Équipe             | Pts | J  | G | N | P | Bp | Bc | Diff |
| ---- | ------------------ | --- | -- | - | - | - | -- | -- | ---- |
| 1    | Qabala FK          | 51  | 10 | 5 | 5 | 0 | 31 | 18 | +13  |
| 2    | FK Mughan          | 47  | 10 | 6 | 2 | 2 | 29 | 31 | -2   |
| 3    | FK GandjaP         | 36  | 10 | 3 | 3 | 4 | 33 | 37 | -4   |
| 4    | PFK Turan Tovuz    | 27  | 10 | 4 | 0 | 6 | 24 | 47 | -23  |
| 5    | FK Simurq Zaqatala | 19  | 10 | 2 | 1 | 7 | 20 | 52 | -32  |
| 6    | MOIK BakouP        | 18  | 10 | 3 | 3 | 4 | 14 | 55 | -41  |

|  | Relégation en deuxième division |
|  | P: Promu de deuxième division   |

| Résultats (▼dom., ►ext.) | GAB | GAN | MOI | MUG | SIM | TUR |
| Qabala FK                |     | 1-1 | 0-0 | 2-1 | 3-0 | 1-0 |
| FK Gandja                | 0-0 |     | 1-0 | 1-1 | 0-1 | 1-0 |
| MOIK Bakou               | 1-1 | 0-2 |     | 0-0 | 1-0 | 4-1 |
| FK Mughan                | 1-2 | 2-1 | 1-0 |     | 3-0 | 2-1 |
| FK Simurq Zaqatala       | 0-0 | 4-3 | 1-2 | 1-3 |     | 0-1 |
| PFK Turan Tovuz          | 0-2 | 1-0 | 1-0 | 0-1 | 2-1 |     |

## Classement des buteurs
Mis à jour le 29 mai 2011
| Rang | Joueur             | Club               | Buts |
| ---- | ------------------ | ------------------ | ---- |
| 1    | Giorgi Adamia      | FK Qarabag Agdam   | 18   |
| 2    | Bahodir Nasimov    | FK Neftchi Bakou   | 15   |
| 3    | Flavinho           | FK Neftchi Bakou   | 11   |
| 4    | Rauf Aliyev        | FK Qarabag Agdam   | 10   |
| 4    | Gvidas Juška       | AZAL PFK Bakou     | 10   |
| 4    | Junivan            | FK Gandja          | 10   |
| 5    | Deon Burton        | Qabala FK          | 9    |
| 5    | Sabir Allahquliyev | FK Gandja          | 9    |
| 6    | Winston Parks      | FK Khazar Lenkoran | 8    |
| 7    | Rashad Abdullayev  | Neftchi Bakou      | 7    |
| 7    | Jabá               | FK Bakou           | 7    |

## Bilan de la saison
| Championnat d'Azerbaïdjan de football 2010-2011 |                          |
| Champion                                        | Neftchi Bakou (6e titre) |
| Coupes et trophées                              |                          |
| Vainqueur de la Coupe d'Azerbaïdjan 2010-2011   | FK Khazar Lenkoran       |
| Qualifications continentales                    |                          |
| Ligue des champions 2011-2012                   | Neftchi Bakou            |
| Ligue Europa 2011-2012                          | FK Khazar Lenkoran       |
| Ligue Europa 2011-2012                          | FK Qarabag Agdam         |
| Ligue Europa 2011-2012                          | AZAL PFK Bakou           |
| Promotions et relégations                       |                          |
| Promus en Premier League                        | FK Sumgayit              |
| Promus en Premier League                        | Ravan Bakou              |
| Relégués en Birinci Division                    | FK Simurq Zaqatala       |
| Relégués en Birinci Division                    | MOIK Bakou               |